# حديقة القناطر
حديقة القناطر هي منطقة حرجية تقع ببلدية المدنية على مرتفعات مدينة الجزائر العاصمة، وتطل على خليج الجزائر.
تضم الغابة المركز التجاري والثقافي رياض الفتح، بالقرب من مغارة سرفانتس، وحديقة التجارب والمتحف الوطني للفنون الجميلة بالجزائر.